# Ernst Streeruwitz

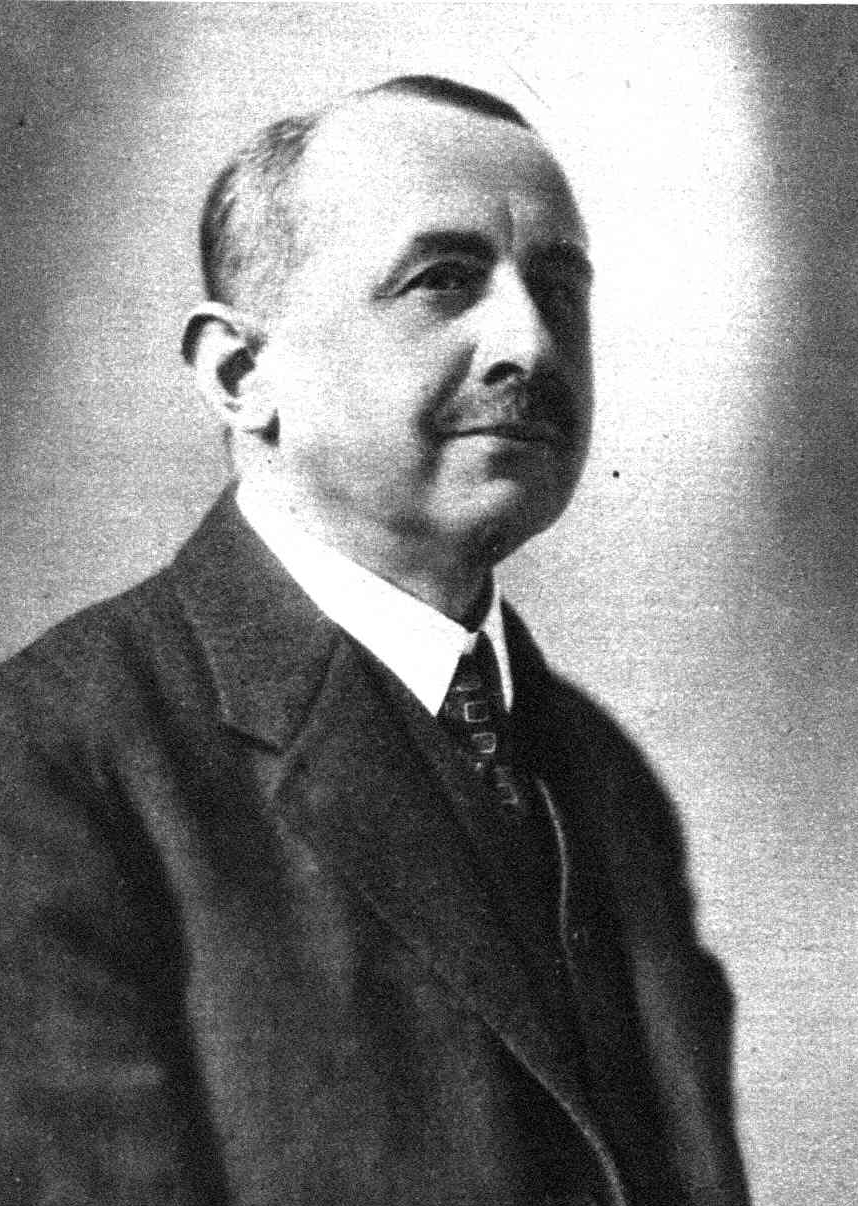
Ernst Streeruwitz (1929)

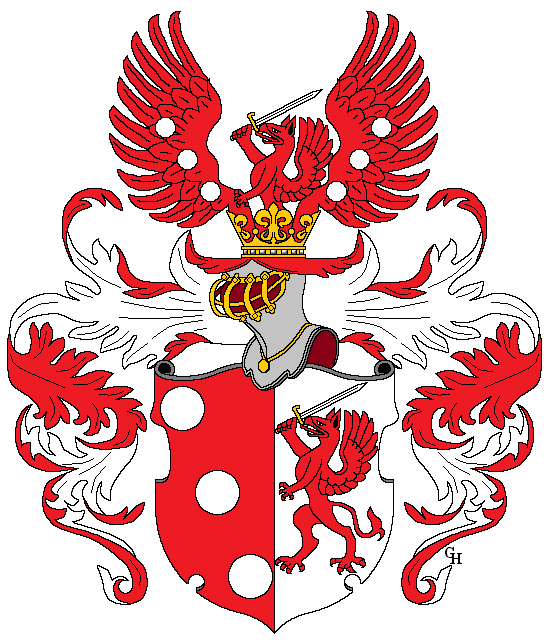
Wappen der Familie Streer von Streeruwitz, verliehen 1748

Ernst Streeruwitz (bis 1919 Ritter Streer von Streeruwitz) (* 23. September 1874 in Mies, Böhmen; † 19. Oktober 1952 in Wien) war ein österreichischer Offizier, Industriemanager und Politiker der Christlichsozialen Partei. Er war von 1923 bis 1934 Abgeordneter zum Nationalrat, 1929 bekleidete er für wenige Monate das Amt des Bundeskanzlers. Er war ein Befürworter des autoritären Ständestaates und später des „Anschlusses“ Österreichs an das Deutsche Reich.

## Leben
Ernst Streer Ritter von Streeruwitz wurde am 23. September 1874 in Mies (Böhmen) als Sohn des Reichsrats- und Landtagsabgeordneten Georg Adolf Streer Ritter von Streeruwitz geboren. Er entstammte einer friesischen Familie, die nach Böhmen eingewandert und 1743 geadelt worden war. 1748 erhielt die Familie den böhmischen Ritterstand und das Prädikat „von Streeruwitz“.
Streeruwitz absolvierte das Gymnasium, hierauf die Theresianische Militärakademie in Wiener Neustadt und wurde 1895 Leutnant. Er diente als Berufsoffizier im k. u. k. Dragoner-Regiment Nr. 7 und im Generalstab. 1899 diente er an der Kriegsschule, erkrankte aber 1900 schwer und musste den aktiven Militärdienst quittieren. Danach betrieb er juristische Studien an der Wiener Universität und studierte vier Jahre Maschinenbau an der Technischen Hochschule in Wien.
In den Jahren 1901–1903 wurde durch Streeruwitz der Guts- und Fabrikbesitz der Firma Franz Leitenberger, Josefstal (Böhmen), reorganisiert. Von 1904 bis 1913 war er Direktor der ebenfalls in Böhmen befindlichen Cosmanos AG.
Mit Beginn des Ersten Weltkrieges rückte er freiwillig ein und avancierte zum Rittmeister (Hauptmann). Da er aufgrund seiner Vorerkrankung für den Frontdienst untauglich war, fand er Verwendung im k.u.k. Kriegsministerium. Hier erwarb er sich große Verdienste um den Kriegsgefangenenschutz. Dafür wurde er mit dem Franz-Joseph-Orden, dem Signum Laudis mit Kriegsdekoration und dem Eisernen Kreuz ausgezeichnet. Nach dem Ende der Monarchie in Österreich-Ungarn wurde 1919 die Aufhebung des Adels beschlossen, aus Ritter Streer von Streeruwitz wurde Streeruwitz.
Im Januar 1919 kehrte er in die Industrie zurück, wo er schon 1914 kurzzeitig den Direktionsposten der Neunkirchner Druckfabrik AG innegehabt hatte. 1925 wurde er Generaldirektor der Neunkirchner Druckfabrik AG. Von 1923 bis 1934 war er als Vertreter der christlich-sozialen Liste Abgeordneter zum österreichischen Nationalrat (II., III. und IV. Gesetzgebungsperiode). Dort vertrat er auch die Interessen der österreichischen Industrie. Streeruwitz zählte zu den führenden Mitgliedern verschiedener parlamentarischer Ausschüsse und trat dabei besonders für die handelspolitische Verständigung Österreichs ein. Er bemühte sich besonders um das Zustandekommen eines neuen österreichischen Zolltarifs und vermochte die entgegenstehenden Interessen der Industrie und der Landwirtschaft zu verbinden.
Ein von ihm verfasster Gesetzentwurf wurde als „Bankhaftungsgesetz“ zum Gesetz erhoben. Weiterhin fungierte er als Regierungsbevollmächtigter anlässlich des Zusammenbruches der Zentralbank deutscher Sparkassen in der Republik Österreich und konnte so den „Run“ auf die Zentralbank beenden, wodurch er die Reserven einer großen Anzahl von Spar- und Genossenschaftskassen retten konnte. Nachdem er schon früher die Reorganisation der Landeshypothekenbank für Niederösterreich als deren Oberkurator durchgeführt hatte, wurde durch seinen Antrag auch eine Landeshypothekenanstalt für das Burgenland errichtet.

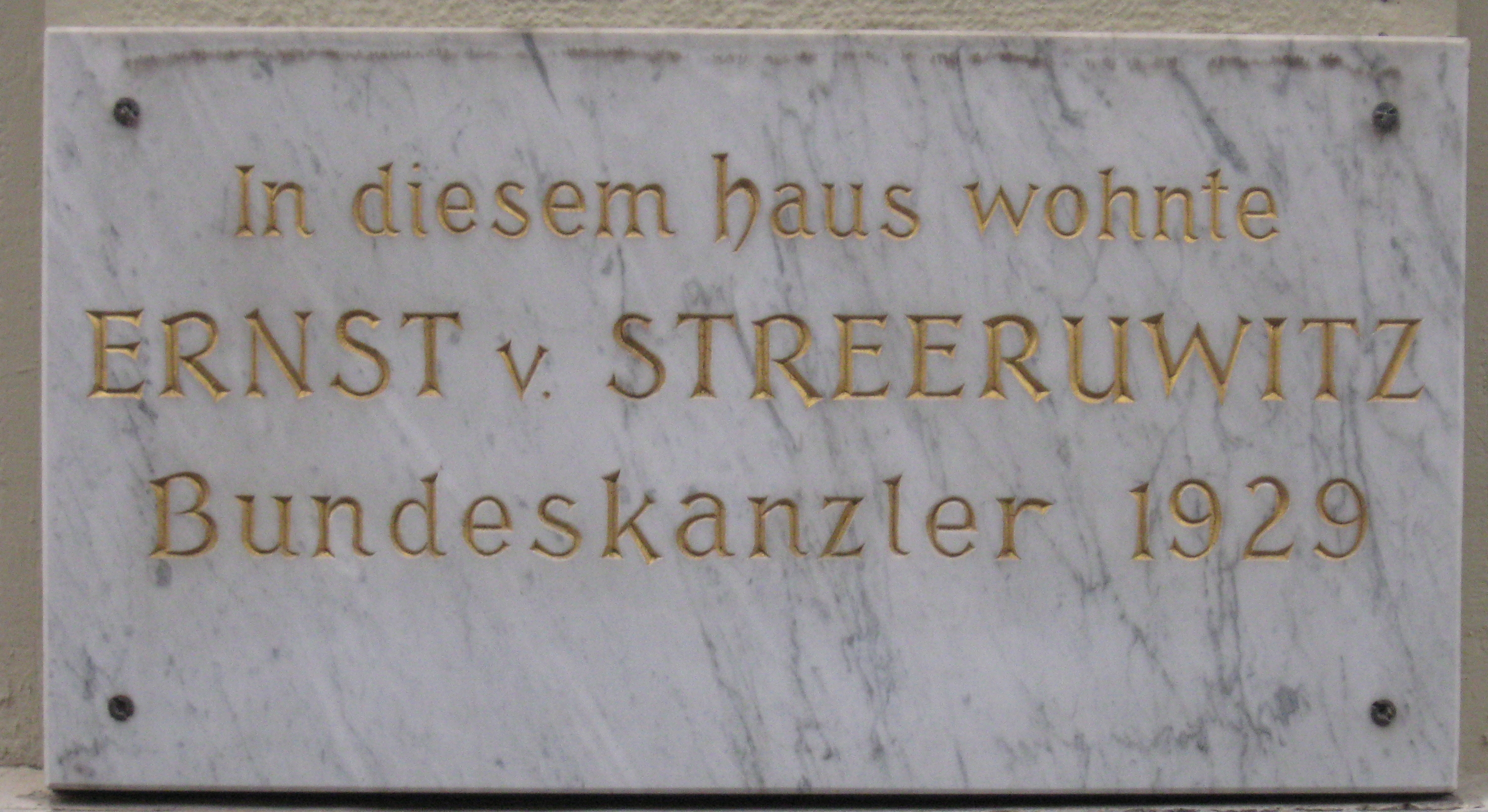
Gedenktafel an seinem Wohnhaus in der Skodagasse 15

Nach dem Rücktritt der Regierung Seipel V wurde Ernst Streeruwitz am 4. Mai 1929 zum Bundeskanzler der Republik Österreich berufen.
Im September 1929 verweilte Streeruwitz in Genf und leitete dort die Verhandlungen zur Befreiung der Republik Österreich von Reparationsverpflichtungen aus dem Ersten Weltkrieg. Zwischenzeitlich hatten sich die innenpolitischen Verhältnisse in der Republik deutlich durch die erstarkte Heimwehrbewegung zugespitzt. Streeruwitz, der eigentlich eine umfassende Verfassungsreform zur Entspannung der Lage herbeiführen wollte, sah sich plötzlich vor Schwierigkeiten gestellt, die er mit seinem Kabinett nicht mehr zu lösen vermochte. Er trat daher, ausgelöst durch die Rücktrittsabsicht seines Finanzministers Dr. Mittelberger, am 25. September 1929 als Bundeskanzler zurück, nicht ohne vorher den früheren Bundeskanzler Schober als seinen Nachfolger vorzuschlagen.
Streeruwitz, der sich immer auch für die Interessen der Industrie einsetzte, war von 1927 bis 1930 Vizepräsident der Wiener Handelskammer und von 1930 bis 1935 auch deren Präsident. Neben weiteren Verbandstätigkeiten innerhalb der österreichischen Industrie war er unter anderem auch Vorstandsmitglied des Hauptverbandes der Industrie und Mitglied der Gesellschaft der Freunde der Technischen Hochschule in Wien.
1938 zog er sich ins Privatleben zurück und nahm sein Studium der Staatswissenschaften, das er 1900 unterbrochen hatte, an der Universität Wien wieder auf. Er wurde dort 1939 zum Dr. rer. pol. promoviert. Er wurde am Döblinger Friedhof bestattet.

## Familie
Streeruwitz war Schwiegervater der Schriftstellerin Marlene Streeruwitz.

## Politik
Als Gründer und Leiter des Österreichischen Kuratoriums für Wirtschaftlichkeit veröffentlichte er 1931 das Werk "Rationalisierung und Weltwirtschaft". Darin beklagte er die „Verteilung des Lebensraumes auf der ganzen Erde“, bei der Räume unerschlossen bleiben, während in anderen Räumen „Überbevölkerung, Not und kriegsdrohende Expansion“ entstehe. Weiterhin vertrat er die Auffassung, dass „die wirtschaftliche Rationalisierung Europas“ nicht ohne „Neuordnung im Osten“ möglich sei, „eine erstarrte Feuerlinie von Königsberg und Danzig bis nach Oberschlesien“ sei vom Standpunkt der Rationalisierung unerträglich. Er deutet nach Joachim Radkau sogar einen Sturz des kommunistischen Systems in der Sowjetunion als sein Ziel an, denn er spricht davon, dass die russische Revolution „fast ein Drittel der Erde gewaltsam nicht nur aus dem großen Rationalisierungsprozess der Welt ausgeschieden hat, sondern eben diesen Prozess auch überall anderwärts hemmt und gefährdet“.

## Werke
- Ordnung und Aufbau der Weltwirtschaft (1931)
- Wie es war (1934)
- Springflut über Österreich (1937)
- Die Friedenssicherung und ihre Methoden (1937)

## Auszeichnungen
- 1935: Verleihung des Magistral-Großkreuzes des Malteserordens[5]